# Военная академия США
Вое́нная акаде́мия Соединённых Шта́тов Аме́рики (англ. United States Military Academy), известная также как Вест-Пойнтская академия или просто Вест-Пойнт (англ. West Point) — высшее федеральное военное учебное заведение армии США. Является старейшей из пяти военных академий в США.
Академия расположена в городе Уэст-Пойнт, штат Нью-Йорк, в живописном месте с видом на реку Гудзон в 80 км к северу от города Нью-Йорка и занимает площадь около 65 км², являясь одним из самых больших кампусов в мире. Практически весь центральный академический городок является местом, где сосредоточено множество исторических мест, зданий и памятников. Большинство зданий городка построены в стиле неоготики из серого и чёрного гранита. Академический городок — популярное место среди туристов, что обусловлено ещё и тем, что в нём находится старейший музей Армии США.

## История
Военный форт на месте академии был построен в 1778 году по приказу Джорджа Вашингтона. Проект был составлен офицером Тадеушем Костюшко. В качестве основной задачи, которая стояла перед фортом, было не пропустить корабли британского флота по реке Гудзон, для чего через реку была протянута большая цепь. Этот форт сыграл ключевую роль в Войне за независимость США.
Собственно академия была основана в 1802 году. Суперинтендантом академии с 1817 по 1833 годы был полковник Сильванус Тайер, который считается «отцом» академии. Основной особенностью установленной им системы обучения было небольшое количество аудиторных занятий и большое количество самостоятельно выполняемой домашней работы. Но правила прижились не без скандалов. В 1826 г. несмотря на запрет алкоголя, была устроена кадетами рождественская вечеринка, а попытка её остановить, закончилось бунтом. Эта система обучения сохраняется и в настоящее время. Большое значение придавалось инженерному делу. В первой половине XIX века выпускники Вест-Пойнта проектировали большую часть дорог, мостов и железных дорог США.
После Первой мировой войны суперинтендант академии Дуглас Макартур уделял большое внимание физической подготовке и спорту, выдвинув лозунг «Каждый кадет должен быть спортсменом».
В 1964 году президент США Линдон Джонсон увеличил число обучающихся в академии с 2529 до 4417. Впоследствии число было сокращено до 4000, но потом снова повышено до 4400.
В 1976 году в академию для обучения были допущены женщины.

## Приём в академию и обучение

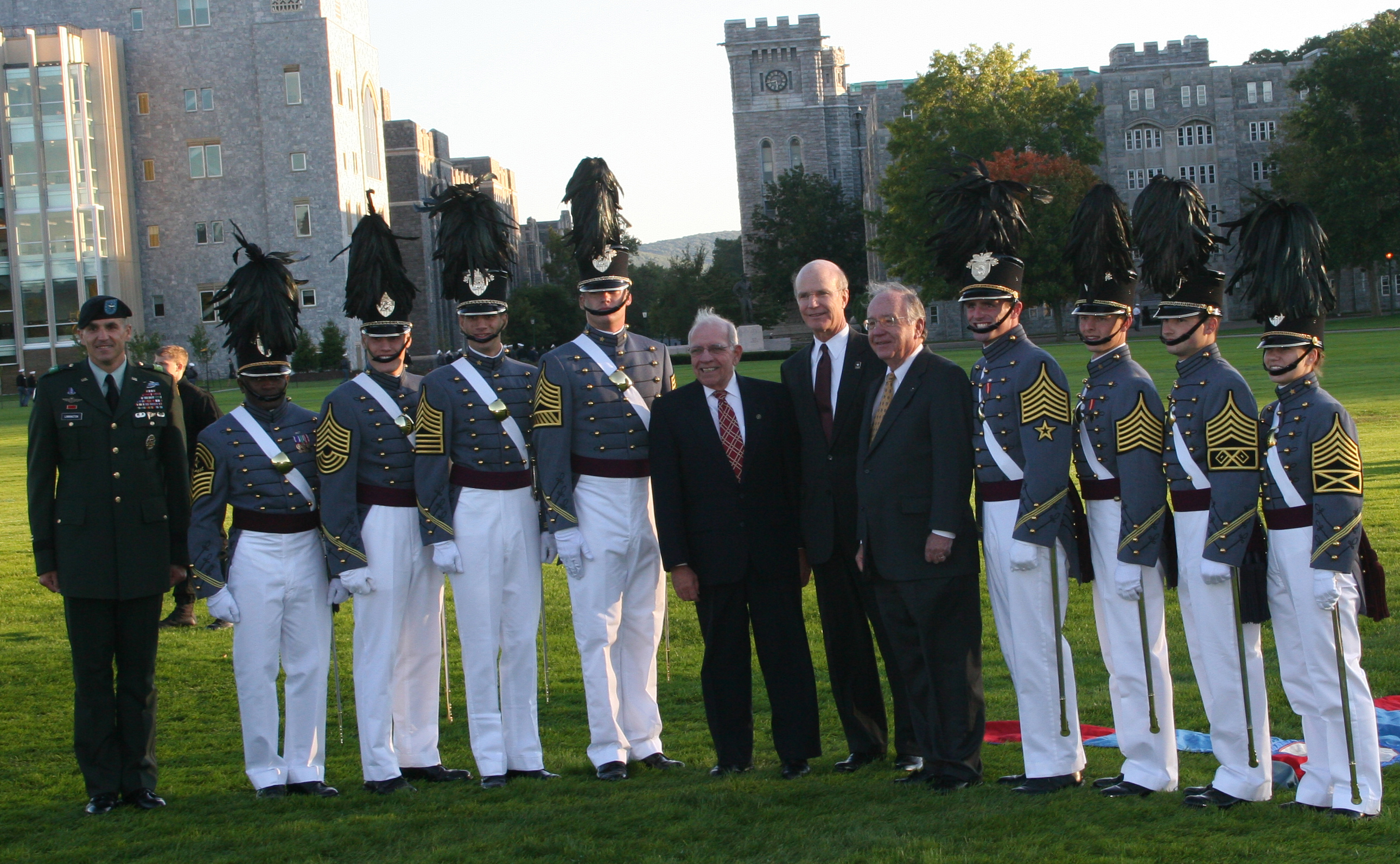
Министр Армии США Пит Герен, конгрессмены Дэйв Хобсон Джим Сакстон с курсантами академии в парадной форме, 2008 год

Кандидаты на поступление должны подать заявку в академию непосредственно, но наряду с этим получить рекомендацию на зачисление, как правило, от члена Конгресса. Студенты имеют статус обучающихся офицеров и к ним обращаются «кадет» (англ. Cadet). Обучение в Военной академии полностью оплачивается Армией в обмен на обязанность кадетов поступить на действительную службу по её окончании. Каждый год около 1000 кадетов выпускаются из академии и получают звание 2-го лейтенанта (Second Lieutenant). Кадеты академии обязаны строго придерживаться Кодекса чести кадетов, который гласит: «Кадет не солжёт, не обманет, не украдёт и не будет терпеть этого со стороны других».
В настоящее время каждый из конгрессменов и вице-президент США имеет пять мест в академии. Когда одно из них освобождается в связи с окончанием кадетом учёбы или по другим причинам, конгрессмен рекомендует одного или нескольких человек на освободившееся место. Чаще всего это десять человек. Если он рекомендует нескольких человек, между ними проводится конкурс. Один, если он признается годным к обучению, принимается автоматически. Процесс получения рекомендации обычно включает в себя подачу заявления, написание одного или нескольких эссе и представление рекомендательных писем.
Дополнительно каждый год 100 мест предоставляется для детей офицеров, 170 мест для солдат, проходящих активную службу, 20 для кадетов корпуса подготовки офицеров запаса и 65 для детей тех, кто погиб в бою, был тяжело ранен и стал инвалидом или пропал без вести. Кроме того каждый год принимается около 20 иностранных кадетов.
Поступающий в академию должен быть в возрасте от 17 до 22 лет, не состоящим в браке и не выплачивающим алименты.
Обучение продолжается 4 года. Выпускник академии получает степень бакалавра и производится в младшие лейтенанты (Second Lieutenant) с обязательством прослужить в армии 5 лет. Ежегодно академия выпускает около 900 лейтенантов.

## Организационная структура

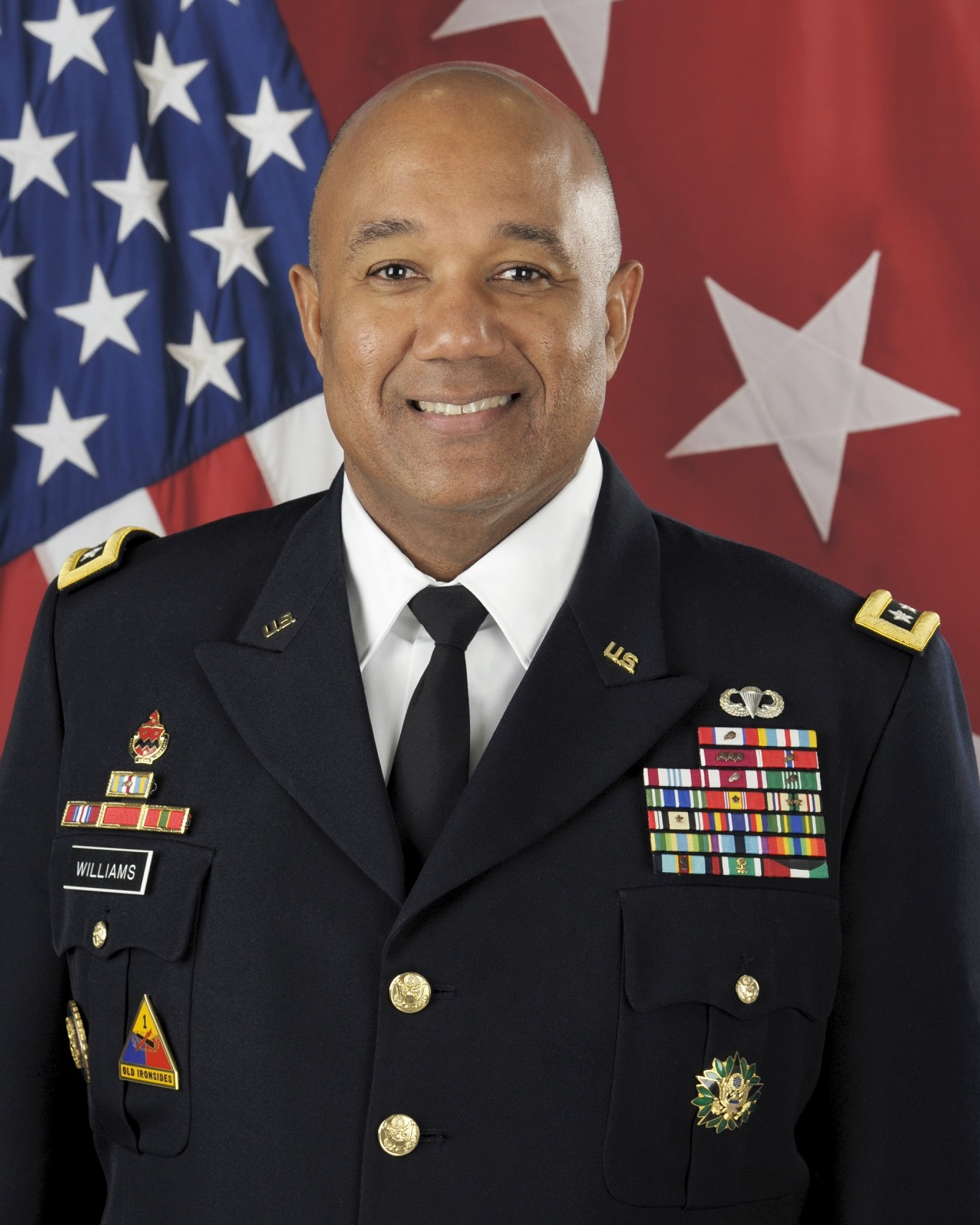
60-й суперинтендант Военной академии США генерал-лейтенант Дэррил Уильямс (с июня 2018 года)

1 бригада (4000 кадетов), состоящая из:
4 полков (1000 кадетов), состоящих из:
2 батальонов (500 кадетов), состоящих из:
4 рот (120 кадетов), состоящих из:
4 взводов (30 кадетов), состоящих из:
4 отделений (7 кадетов), состоящих из:
2—3 команд (2—3 кадета).
Сюда не включены различные командные посты, количественный состав подразделений приблизительный.

## Бывшее сотрудничество с российскими учебными заведениями
Военная академия США осуществляла сотрудничество с рядом высших учебных заведений России.
Среди них наиболее тесные контакты академия имела с Воронежским государственным университетом. Программа сотрудничества между Военной академией США и ВГУ берёт своё начало в 2002 году. Ежегодно 5 кадетов академии посещали летние языковые и страноведческие курсы в ВГУ. Программа, являясь по своему характеру страноведческой (Immersion Program, включающую интенсивный курс русского языка и культурно-познавательную программу (экскурсии в Воронеже, Москве, Санкт-Петербурге).
С 2006 года программа значительно расширилась. ВГУ принимал кадетов не только на летние языковые курсы, но и на семестровое обучение.
При обучении русскому языку учитывалась специфика военного учебного заведения. Обучение частично проводилось в Учебном военном центре ВГУ. Для кадетов проводились встречи с курсантами в военных учебных заведениях Воронежа, посещались места боёв за Воронеж в годы Второй Мировой войны, военно-исторические заведения.
В октябре 2008 году в рамках программы обмена, осуществляемой на основании соглашения между Институтом международного образования ВГУ и Департаментом иностранных языков Военной академии США, Вест-Пойнт с трехнедельным визитом посетили курсанты УВЦ при ВГУ.